# 華盛頓縣 (明尼蘇達州)
華盛頓縣（英語：Washington County）是美国明尼蘇達州東部的一個縣，東隔聖克羅伊河與威斯康辛州相望，南以密西西比河為界，面積1,096平方公里。根據2020年美國人口普查，共有人口26萬7,568人。縣治斯蒂爾沃特。該縣成立於1849年10月27日，縣名是紀念首任美国总统乔治·华盛顿。